# WKS Łuck
WKS Łuck – polski klub piłkarski z siedzibą w Łucku. Rozwiązany podczas II wojny światowej.

## Historia
Piłkarska drużyna WKS została założona w Łucku w latach 20. XX wieku. W sezonach 1922-1925 WKS grał w lubelskiej Klasie B (trzeci poziom rozgrywek) i był najwyżej notowanym klubem z Łucka. W 1931 WKS jako pierwszy łucki klub zadebiutował na drugim poziomie rozgrywkowym (w wołyńskiej Klasie A). W 1932 rozegrał z PKS-em pierwsze derby Łucka na poziomie Klasy A. W kolejnych latach wciąż występował w rozgrywkach polskiej okręgowej ligi Wołyń - Klasa A, która od sezonu 1936/37 stała nazywać się okręgową. WKS nigdy nie zakwalifikował się do rozgrywek eliminacyjnych dla mistrzów okręgówek, walczących w barażach o awans do Ligi.
We wrześniu 1939, kiedy wybuchła II wojna światowa, klub przestał istnieć.

## Poszczególne sezony
Pozycje ligowe WKS Łuck z sezonów 1931-1939:
| Sezon     | Rozgrywki ligowe | Rozgrywki ligowe                  | Rozgrywki ligowe |
| Sezon     | Liga             | Liga                              | Miejsce          |
| --------- | ---------------- | --------------------------------- | ---------------- |
| 1931      | II               | Klasa A (Wołyński OZPN)           | 3/7              |
| 1932      | II               | Klasa A (Wołyński OZPN)           | 5/8              |
| 1933      | II               | Klasa A (Wołyński OZPN)           | 3/8              |
| 1934      | II               | Klasa A (Wołyński OZPN)           | 7/8              |
| 1935      | II               | Klasa A (Wołyński OZPN)           | 6/10             |
| 1936      | II               | Klasa A (Wołyński OZPN, gr. Łuck) | 2/5              |
| 1936/1937 | II               | Klasa A (Wołyński OZPN)           | 6/8              |
| 1937/1938 | II               | Klasa A (Wołyński OZPN)           | 4/8              |
| 1938/1939 | II               | Klasa B (Wołyński OZPN)           | 7/8              |